# Rödlöga skärgård
Rödlöga skärgård eller Åsmansboda skärgård är en ögrupp som ligger två sjömil öster om Rödlöga och en sjömil söder om Norrpada i Stockholms skärgård. Öarna har sedan gammalt hört till gårdarna på Rödlöga och i likhet med den ön är öarna i Rödlöga skärgård färgade röda av röd granit. Den största ön är Rödlöga-Storskär som med sina 26 m ö.h. utgör ett tydligt riktmärke i stora delar av Stockholms norra skärgård.
Rödlöga-Storskär har på grund av landhöjningen vuxit ihop med de mindre öarna Stora och Lilla Anskäret och bildat en liten men väl skyddad naturhamn. Stora och Lilla Anskäret är privatägda och vid viken ligger en sommarstuga som ursprungligen uppfördes av operasångaren Set Svanholm. I norr finns en större och mer tillgänglig naturhamn i sundet mellan Rödlöga-Storskär och Brännskär. Övriga öar i ögruppen saknar naturhamnar.